# Danica McKellar
Pour les articles homonymes, voir McKellar.
Danica McKellar est une actrice, productrice, réalisatrice, scénariste et écrivaine américaine, née le 3 janvier 1975 à La Jolla, en Californie (États-Unis).

## Biographie
Elle a des origines écossaise et portugaise.
Danica McKellar obtient, avec les félicitations du jury, un diplôme de troisième cycle en mathématiques de l'université de Californie à Los Angeles (UCLA) dans le cadre duquel elle publie un article dans le Journal of Physics A, une revue scientifique réputée.
McKellar est l'autrice de dix livres liés aux mathématiques ciblant principalement les lecteurs adolescents intéressés à réussir dans l'étude des mathématiques.
Elle apparaît dans le clip d'Avril Lavigne Rock N Roll.

## Filmographie
Comme actrice
- 1988 : Les Années coup de cœur (série TV) : Winnie Cooper
- 1990 : Capitaine Planète (série TV) : Lisa (voix)
- 1990 : Camp Cucamonga (TV) : Lindsey Scott
- 1992 : Sidekicks : Lauren
- 1993 : Walker, Texas Ranger, saison 2 épisode 24, Le Bébé volé : Laurie Maston
- 1994 : Illusions blessées (TV) : Kristin Guthrie
- 1996 : Justice maternelle (TV) : Annie Mills Carman
- 2001 : Good Neighbor : Molly Wright
- 2001 : XCU: Extreme Close Up (en) de Sean S. Cunningham : Sarah
- 2001 : Speechless... : Dana Woodman
- 2002 : Sex and the Teenage Mind : Debbie
- 2002 : Black Hole : Rachael
- 2002 : Reality School : Sexy Sally
- 2002 : À la Maison-Blanche, épisodes Soirée électorale, Diplomatie suisse, Investiture, La 47e circonscription et Red Haven est en flammes : Elsie Snuffin
- 2002 : Jane White Is Sick & Twisted : Tiffany
- 2002 : The Year That Trembled : Pam Hatch
- 2002 : Hip, Edgy, Sexy, Cool : Sissie
- 2004 : NCIS : Enquêtes spéciales, épisode Le Témoin : Erin Kendall
- 2004 : Raising Genius : Lacy Baldwin
- 2004 : Game Over (série TV) : Elsa / Renee (voix)
- 2004 : Intermission : Sleepwalker
- 2004 : Quiet Kill
- 2005 : Path of Destruction (TV) : Katherine Stern
- 2005 : How I Met Your Mother, épisode L'affaire de l’Ananas : Trudy
- 2005 : Broken
- 2006 : Fanatique (Hack!) : Emily Longley
- 2007 : How I Met Your Mother, épisode Le roi de la triplette : Trudy
- 2010 : The Big Bang Theory (série TV) : Abby
- 2010 : Scooby-Doo ! Abracadabra : Madelyn Dinkley (voix)
- 2012 : Rendez-vous à Noël (TV) : Kat
- 2013 : Tasmanian devils (TV) : Alex
- 2013 : Accusée par erreur (TV) : Ellen
- 2014 : Les racines de l'espoir : Susan Malcolm
- 2015 : Un couple parfait (TV) : Jessica Summers
- 2015 : Project Mc² (série TV) : Quail
- 2016 : Une couronne pour Noël (TV) : Allie Evans
- 2016 : Quand la demoiselle d'honneur s'en mêle (TV) : Molly Quinn
- 2016 : Le Noël de mes rêves (TV) : Christina
- 2017 : Un Noël à Ashford (TV) : Lizzie Richfield
- 2017 : Ma fille, accusée de meurtre (TV) : Ellen
- 2018 : L'inconnu du bal (TV) : Helen
- 2022 : Noël au Drive-In (TV) : Sadie Walker
- 2023 : Le Noël royal de Bella (TV) : Bella Sparks

Comme réalisatrice
- 2001 : Speechless…
- 2005 : Talking in Your Sleep

Comme scénariste
- 2001 : Speechless…
- 2005 : Talking in Your Sleep
- 2005 : Broken

Comme productrice
- 2001 : Speechless…
- 2005 : Talking in Your Sleep
- 2005 : Broken

## Vie privée
Danica McKellar épouse le compositeur Mike Verta le 22 mars 2009, à La Jolla, en Californie ; le couple était formé depuis 2001. Ils ont leur premier enfant, un fils nommé Draco, en 2010. Danica demande le divorce de Verta en juin 2012, la dissolution devenant définitive en février 2013.
Le 16 juillet 2014, elle se fiance à Scott Sveslosky, un associé du cabinet juridique de Los Angeles Sheppard, Mullin, Richter & Hampton. Le 15 novembre 2014, ils se marient à Kauai, à Hawaï.
Elle parle couramment le français.
En 2022, elle devient chrétienne évangélique et membre de Shepherd Church à Los Angeles.